# Ingrid Maria Wenner
Ingrid Maria Wenner, ursprungligen Inger Marie Möller (Müller), född 1731, död 26 februari 1793, var en dansk kammarjungfru (sedermera kammarfru) i tjänst hos Sveriges drottning Sofia Magdalena. Hon beskrivs som Sofia Magdalenas förtrogna vän och spelade en viss roll i turerna kring fullbordandet av Gustav III:s äktenskap.

## I Danmark
Wenner ska ha skött om Sofia Magdalena som barn, och denna ska ha känt ett djupt förtroende för henne. Hon nämns i räkenskaperna för Sofia Magdalenas hovstat från 1760. Under tiden i Danmark tillhörde hon inte bara Sofia Magdalenas hovstat utan betecknas som hennes vän och förtrogna tillsammans med hovmästarinnan Sofia Elisabet Trolle och hovfröken Benedicte Öllegård Margrethe Numsen. Hon hörde, tillsammans med guvernanten Jeanne Rosselin och kammarjungfrun Hansen, till de tre danskar Sofia Magdalena bad om att få medföra till Sverige inför sitt bröllop med kronprins Gustav 1766. 

## I Sverige
I äktenskapskontraktet ingick en paragraf om att Sofia Magdalena skulle få medföra två danskar att inkludera i sin uppvaktning i Sverige, och hon valde då Wenner och Hansen, som då var kammarfruar. I Sverige kom Inger Müller att kallas Ingrid Möller. 
Vid ankomsten till Sverige försökte både Gustav och Lovisa Ulrika snart att få Sofia Magdalena att frivilligt sända hem dessa. Gustav III sade om hennes följe: "Man hade ju sagt oss, att det inte skulle komma mer än en av dessa danska trollpackor, men nu har de tredubblat sig och ser allesammans ut som kökspigor! Aldrig har jag skådat något liknande!"
Lovisa Ulrika hävdade bland annat att de inte klädde Sofia Magdalena snabbt och väl nog. Året efter giftermålet hade Lovisa Ulrika genom sina spioner också fått veta Sofia Magdalenas danska kammarfruar gav henne meddelanden från den danska beskickningen.
1770 gick Sofia Magdalena med på att sända tillbaka Jeanne Rosselin till Danmark, och senare samma år gick hon också med på att avskeda den ena kammarfrun, Hansen-Dithmar. Hon höll dock fast vid sin vägran att avskeda Wenner. Det faktum att Sofia Magdalena hade rätt enligt äktenskapskontraktet att bestämma över kammartjänsten gjorde att hon inte kunde tvingas, och Gustavs försök att göra det innebar en långvarig konflikt mellan paret. Gustav ogillade starkt Wenner, som han tyckte var ful, och vars danska språk han avskydde. Han tvingades dock acceptera att hon kvarblev i Sofia Magdalenas tjänst livet ut. 
Det ska också ha varit för hennes skull han utnämnde den tyskfödde fältskären och kammarlakejen Johan Ludvig Wenner till hovmedikus och livkirurg, då denna den 15 mars 1771 gifte sig med Inger Müller.
När Adolf Fredrik Munck under vistelsen på Ekolsund sommaren 1775 skulle försöka åstadkomma ett fullbordande av kungaparets äktenskap, bad han via Anna Sofia Ramström Ingrid Wenner, som hade Sofia Magdalenas förtroende och dessutom var gift, skulle förbereda denna på monarkens önskan att fullborda äktenskapet. Under Sofia Magdalenas graviditet 1778 ska läkaren Abraham Bäck ha blivit chockerad över att Munck fick röra sig fritt i drottningens sovrum och diskutera hennes graviditet. Wenner ska då ha ingripit, tagit honom åt sidan och upplyst Bäck om när kungaparet hade delat säng.
"En god och hederlig människa, som aldrig blandade sig i någonting", var Axel von Fersens omdöme om Wenner. Sofia Magdalena blev gudmor till Wenners son Martin Ludvig Wenner, bekostade troligen hans utlandsstudier och såg också till att han blev hennes läkare och livmedikus.
Ingrid Maria Wenner avled 1793. Då Sofia Magdalena, tjugo år senare, var döende frågade hon sin präst Wallin huruvida man som död fick träffa dem man älskat, och då hon fick ett jakande svar, ska hon ha svarat: "Då ska jag få återse min mor, min son och den snälla Wenner!"